# Adolf Hörmann
Adolf Gustav Ernst Hörmann (* 30. November 1835 in Everode; † 30. Juni 1906 in Berlin) war ein deutscher Ingenieur und Professor für Mechanik und Maschinenlehre an der Königlichen Bergakademie Berlin, der Bauakademie Berlin und der TH-Charlottenburg.

## Leben
Adolf Hörmann wurde als Sohn des Pastors Ludwig Hörmann geboren. Nach dem Abschluss an der Polytechnische Schule Hannover war er zunächst eben dort von 1858 bis 1862 Assistent von Karl Karmarsch, bevor er für sechs Jahre als Lehrer an der Bergakademie Clausthal angestellt wurde. Im Jahre 1868 wurde er an die Königliche Bergakademie Berlin berufen, wo er bis 1901 Vorlesungen über Mechanik und Maschinenlehre. Von 1870 bis 1879 war er Dozent für Maschinenbau an der Bauakademie zu Berlin. Außerdem war er ab 1879 bis 1906 Professor für Technologie und Maschinenkunde an der gerade erst gegründeten Technischen Hochschule zu Berlin.
Adolf Hörmann war Mitglied des Vereins Deutscher Ingenieure (VDI) und dessen Berliner Bezirksvereins. Sein Nachfolger an der Bergakademie Berlin wurde Richard Vater.

## Auszeichnungen
- Ernennung zum Geheimen Bergrat[1]
- Roter Adlerorden vierter Klasse[1]
- Bayerischer Verdienstorden vom heiligen Michael vierter Klasse[1]